# Iamel Kabeu
Iamel Kabeu (7 settembre 1982) è un ex calciatore francese, di ruolo attaccante.

## Carriera

### Club
Dopo aver giocato, in patria, con il Baco, nel 2010 si trasferisce al Manu-Ura, squadra di Tahiti

### Nazionale
Nel 2002 debutta con la nazionale neocaledoniana, con la quale ha collezionato 35 presenze e 19 gol.